# Sphagnum girgensohnii
Sphagnum girgensohnii là một loài rêu trong họ Sphagnaceae. Loài này được Russow mô tả khoa học đầu tiên năm 1865.

## Hình ảnh

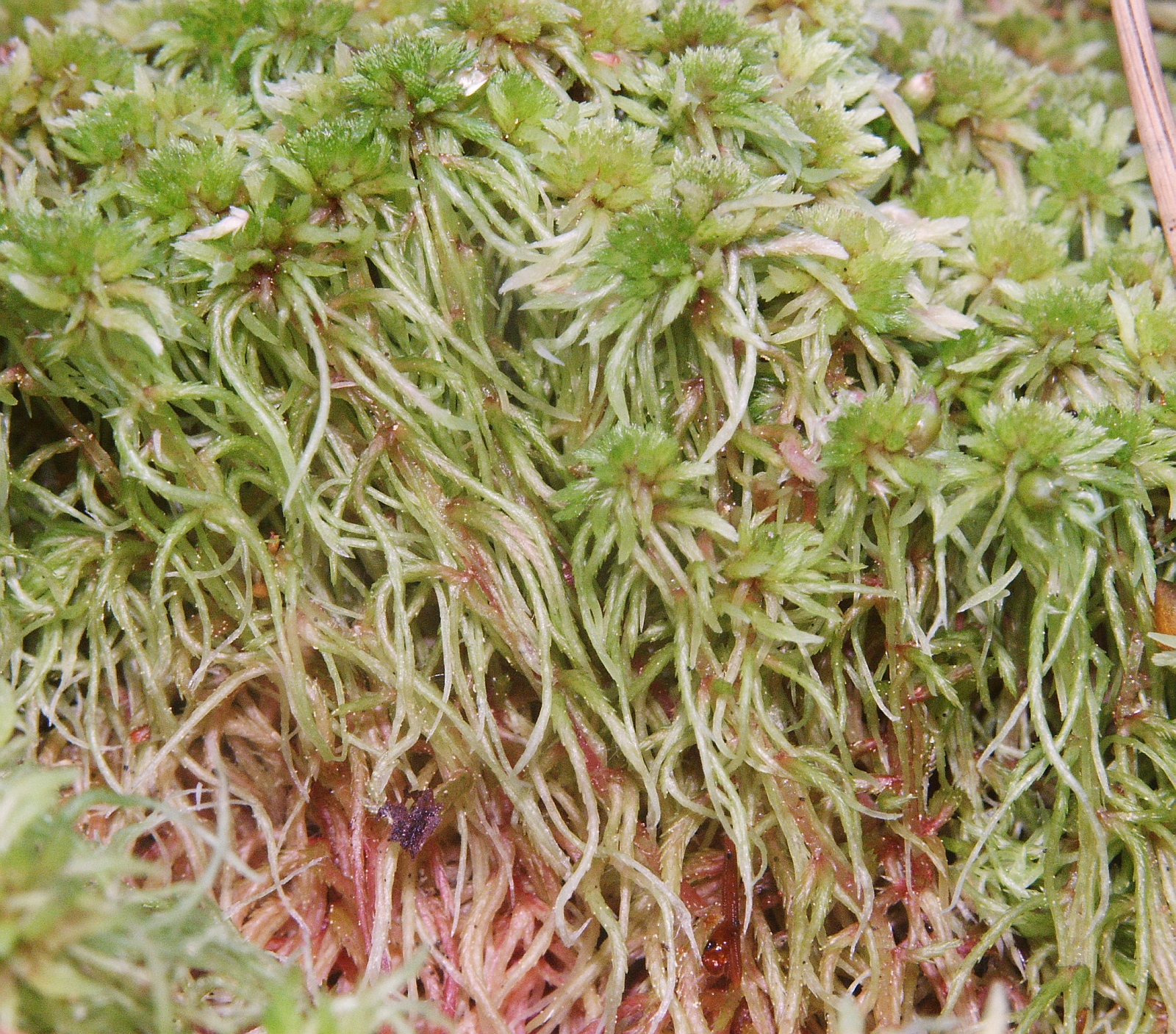
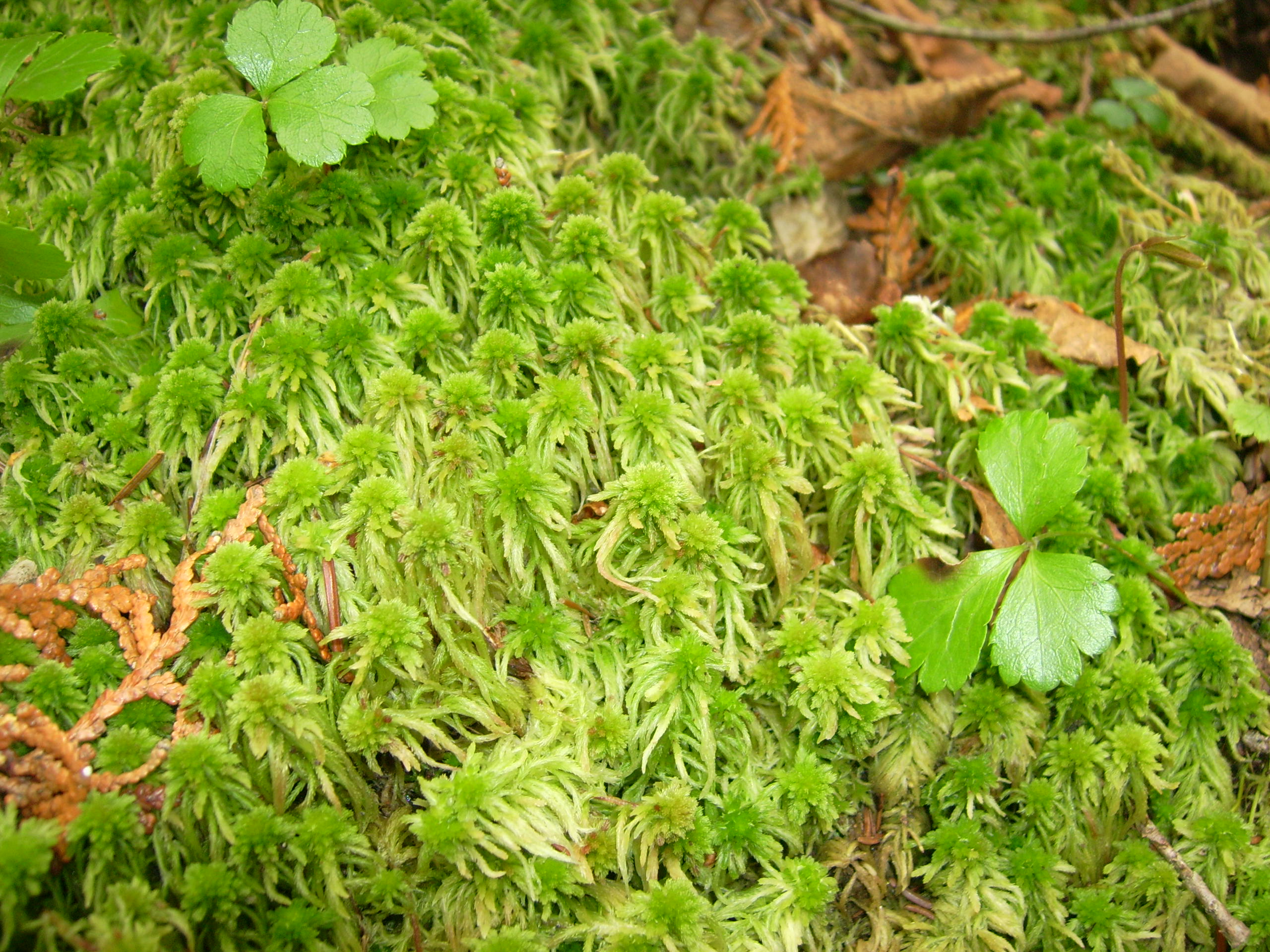
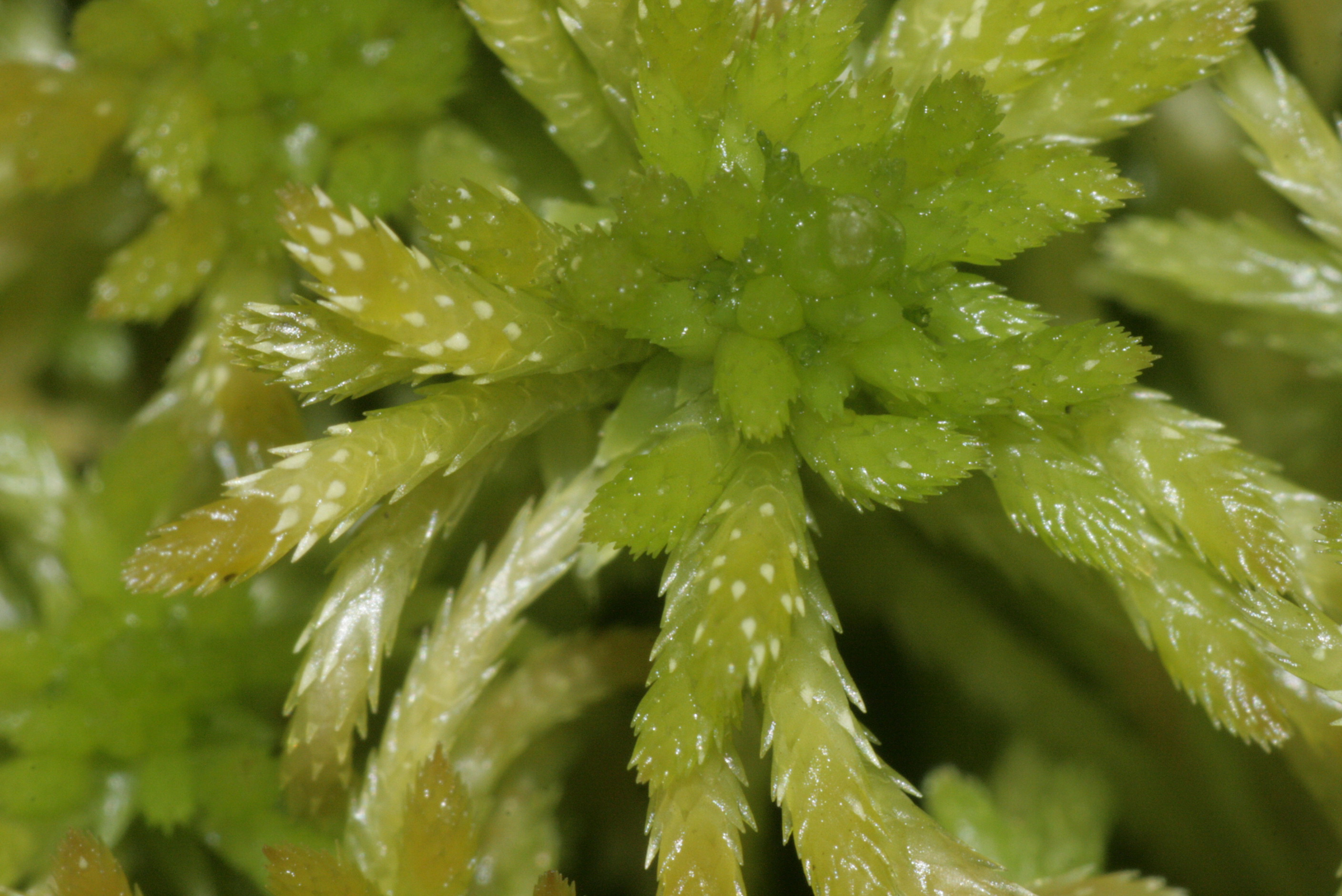
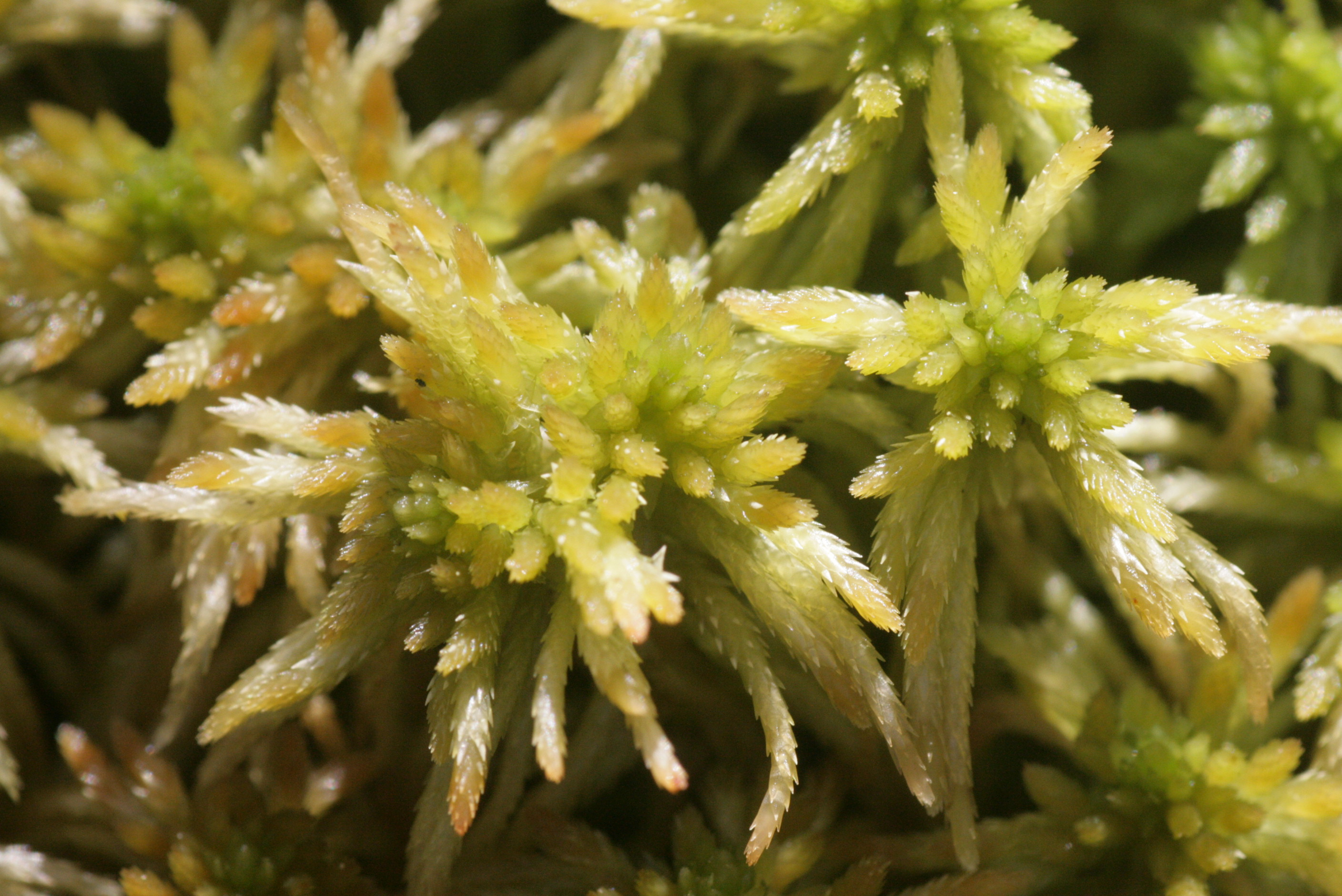